# Richard Broxton Onians
Richard Broxton Onians (* 11. Januar 1899 in Liverpool; † 21. Mai 1986) war ein britischer Altphilologe.

## Leben
Onians diente während des Ersten Weltkriegs von 1917 bis 1918 und studierte anschließend classics an der University of Liverpool. Nach dem Abschluss mit first class honours erhielt er 1922 ein Forschungsstipendium am Trinity College der University of Cambridge. Von 1925 bis 1933 war er lecturer an der University of Liverpool, von 1933 bis 1935 professor of classics an der University of Wales, 1936 wurde er zum Hildred Carlile Professor of Latin an der University of London ernannt. 1966 wurde er emeritiert.
Onians war von 1946 bis 1953 ein Vorstandsmitglied der Association of University Teachers und von 1946 bis 1951 Mitglied ihres Exekutivkomitees.
Onians war seit 1935 mit Rosalind Lathbury verheiratet. Sie hatten zwei Söhne und vier Töchter.

## The Origins of European Thought
Onians’ Hauptwerk, The Origins of European Thought, ging aus seiner Dissertation hervor, für die er 1926 den Hare Prize zuerkannt bekam. Eine Bedingung für die Verleihung war, dass die Dissertation bis 1929 zu veröffentlichen sei. Onians konnte eine Verlängerung aushandeln und lieferte 1935 eine erste Fassung bei der Cambridge University Press ab, die bereits 1937 noch in den Fahnen erweitert wurde. Das Buch wurde dennoch erst 1951 in einer stark überarbeiteten und erweiterten Fassung veröffentlicht und 1954 erneut erweitert.
Onians erarbeitet in diesem Werk die griechisch-römischen (in der zweiten Auflage auch grundlegenden jüdischen und christlichen) Vorstellungen vom Körper, der Seele, der Welt, der Zeit und dem Schicksal. Wenngleich nicht alle Aussagen Onians’ überzeugten, bleibt das Werk bis in die Gegenwart hinein ein wertvolles Forschungsinstrument. Davon zeugen nicht zuletzt die beinahe 50 Jahre später veröffentlichten Übersetzungen ins Französische und Russische.
Von diesem Hauptwerk abgesehen, hat Onians nur wenig publiziert.

## Schriften (Auswahl)
Unveröffentlichte erste Auflage
- Origins of Greek and Roman Thought. Cambridge University Press, Cambridge 1935. 424 Ss. – Korrigierte Druckfahnen, vorhanden in der British Library.
- Origins of Greek & Roman Thought, mainly concerning the body, the mind, the soul and fate. Cambridge University Press, Cambridge 1937, viii, 456 Ss. – Revidierte Druckfahnen, vorhanden in der British Library.

Veröffentlichte zweite Auflage
- The Origins of European Thought, about the body, the mind, the soul, the world, time and fate. New interpretations of Greek, Roman, and kindred evidence, also of some basic Jewish and Christian beliefs. Second edition. Cambridge University Press, Cambridge, 1951, xvii, 547 Ss.; erweiterter Nachdruck 1954, xviii, 583 Ss.; als paperback 1988 und öfter, online (PDF; 30,5 MB). – Ein weiterer Nachdruck unter dem verkürzten Titel: The origins of European thought. New York, Arno Press, 1973.

Übersetzungen
- Französische Übersetzung: Les origines de la pensée européenne. Sur le corps, l’esprit, l’âme, le monde, le temps et le destin. Traduction de l’anglais par Barbara Cassin, Armelle Debru et Michel Narcy. Éditions du Seuil, Paris 1999 (Collection «L’ordre philosophique»), 656 Ss. – Rezension von: Catherine Collobert, in: Dialogue 41.1, 2002, 169–171, online.
- Russische Übersetzung: Р.Б. Онианс, На коленях богов. Истоки европейской мысли о душе, разуме, теле, времени, мире и судьбе. пер. с англ. Л.Б.Сумм. М.: Прогресс-Традиция, 1999.
- Italienische Übersetzung: Le origini del pensiero europeo. Intorno al corpo, la mente, l'anima, il mondo, il tempo, il destino, traduzione di P. Zaninoni, a cura di L. Perilli, Collana Il ramo d'oro, Milano, Adelphi, 1998.